# Diapetimorpha persimilis
Diapetimorpha persimilis är en stekelart som först beskrevs av Szepligeti 1916.  Diapetimorpha persimilis ingår i släktet Diapetimorpha och familjen brokparasitsteklar. Inga underarter finns listade i Catalogue of Life.